# Viborg (Danska)
Viborg je glavni grad danske regije Središnji Jutland. Ima 33 192 stanovnika (2006.). Nalazi se na sjeveru poluotoka Jutlanda na zaljevu Hjarbækfjord koji je do 1966. bio povezan s velikim zaljevom Limfjord na sjeveru Danske, a kasnije je pregrađen branom. Hjarbækfjord je najveće stanište vodenih ptica u Danskoj.
Viborg je jedan od najstarijih danskih gradova. Osnovali su ga Vikinzi u 8. st. Posebno je značajna neoromanička katedrala. U njoj je sačuvana stara kripta iz 12. st.